# Luis Migone Repetto
Luis Alberto Migone Repetto (ur. 25 grudnia 1959 w Santiago) – chilijski duchowny katolicki, biskup pomocniczy Santiago de Chile od 2023.

## Życiorys

### Prezbiterat
Święcenia kapłańskie otrzymał 1 kwietnia 1989 i został inkardynowany do archidiecezji Santiago de Chile. Przez kilka lat pracował jako sekretarz arcybiskupi. W 1994 został wychowawcą w seminarium w Santiago, a w 2001 objął funkcję ojca duchownego w tejże uczelni.

### Episkopat
6 maja 2023 papież Franciszek mianował go biskupem pomocniczym archidiecezji Santiago de Chile, ze stolicą tytularną Amaura. Sakry udzielił mu 1 lipca 2023 kardynał Celestino Aós Braco.